# 바보들의 배
《바보들의 배》(영어: Ship of Fools)는 1965년 개봉한 미국의 드라마 영화이다. 스탠리 크레이머가 감독을 맡았으며, 캐서린 앤 포터의 동명 소설이 영화의 원작이다.

## 출연

### 주연
- 비비안 리
- 시몬느 시뇨레

### 조연
- 호세 페레
- 리 마빈
- 오스카 베르너
- 엘리자베스 애슐리
- 조지 시걸
- 마이클 던

## 기타
- 미술: 로버트 클랫워시
- 의상: 진 루이스
- 의상: 빌 토머스